# Ayuntamiento de Vivero
El Ayuntamiento de Vivero (en gallego: Concello de Viveiro) es la institución democrática que se encarga de gobernar la ciudad y el municipio de Vivero, en la provincia de Lugo, España. Está presidido por el alcalde de Vivero, que desde 1979 es elegido cada cuatro años por sufragio universal.
El censo electoral está compuesto por todos los residentes empadronados en Vivero, mayores de 18 años y nacionales de España, así como de otros países, incluidos los miembros de la Unión Europea. Según lo dispuesto en la Ley del Régimen Electoral General, que establece el número de concejales elegibles en función de la población del municipio, la Corporación Municipal de Vivero está formada por 17 concejales.

## Alcaldes
| Periodo   | Nombre                                                           | Partido                                         |
| --------- | ---------------------------------------------------------------- | ----------------------------------------------- |
| 1979-1983 | Antonio Blanco Casariego                                         | Unión de Centro Democrático (UCD)               |
| 1983-1987 | César Aja Mariño                                                 | Alianza Popular (AP)                            |
| 1987-1991 | César Aja Mariño                                                 | Alianza Popular (AP)                            |
| 1991-1995 | César Aja Mariño                                                 | Partido Popular de Galicia (PPdeG)              |
| 1995-1999 | César Aja Mariño                                                 | Partido Popular de Galicia (PPdeG)              |
| 1999-2003 | César Aja Mariño                                                 | Partido Popular de Galicia (PPdeG)              |
| 2003-2007 | Melchor Roel Rivas                                               | Partido dos Socialistas de Galicia (PSdeG-PSOE) |
| 2007-2011 | Melchor Roel Rivas                                               | Partido dos Socialistas de Galicia (PSdeG-PSOE) |
| 2011-2015 | Melchor Roel Rivas (2011-2013) María Loureiro García (2013-2015) | Partido dos Socialistas de Galicia (PSdeG-PSOE) |
| 2015-2019 | María Loureiro García                                            | Partido dos Socialistas de Galicia (PSdeG-PSOE) |
| 2019-2023 | María Loureiro García                                            | Partido dos Socialistas de Galicia (PSdeG-PSOE) |
| 2023-act. | María Loureiro García                                            | Partido dos Socialistas de Galicia (PSdeG-PSOE) |

### Servicios municipales
El Ayuntamiento gestiona, entre otros, los siguientes servicios: Registro y ventanilla única. Archivo municipal. Biblioteca pública municipal. Oficina municipal de información al consumidor (OMIC). Oficina de información turística. Centro de información para la mujer. Centro de servicios sociales San Francisco. Centro ocupacional de minusválidos psíquicos. Conservatorio de música. Escuela oficial de idiomas. Fundación comarcal “AMariña”.

### Ordenanzas municipales
El Ayuntamiento tiene regualada un total de 43 ordenanzas municipales que regulan las relaciones del ayuntamiento con sus vecinos en cuanto a las competencias que tiene para regualar las actividades ciudadanas y los servicios que presta.

## Concejalías
El Ayuntamiento realiza su tarea de gobierno a través de diversas Delegaciones al frente de las cuales hay un Delegado (concejal) del Equipo de Gobierno:
- Alcaldía
- Gestión Administrativa, Régimen interno y participación ciudadana
- Economía, Policía local y seguridad ciudadana
- Medio Rural
- Bienestar Social
- Obras, Servizos Públicos e Deportes
- Cultura, Mujer y Juventud
- Desarrollo Local, Turismo, Comercio y Medio Ambiente

## Resultados electorales
| Partido político                                | 2023  | 2023  | 2023       | 2019  | 2019  | 2019       | 2015  | 2015  | 2015       | 2011  | 2011  | 2011       | 2007  | 2007  | 2007       |
| Partido político                                | %     | Votos | Concejales | %     | Votos | Concejales | %     | Votos | Concejales | %     | Votos | Concejales | %     | Votos | Concejales |
| Partido Popular de Galicia (PPdeG)              | 39,26 | 3181  | 7          | 25,45 | 2122  | 5          | 26,95 | 2282  | 5          | 35,92 | 3466  | 6          | 39,10 | 3937  | 7          |
| Partido dos Socialistas de Galicia (PSdeG-PSOE) | 24,95 | 2022  | 5          | 45,37 | 3782  | 8          | 45,57 | 3858  | 8          | 31,38 | 3028  | 6          | 43,70 | 4400  | 8          |
| Bloque Nacionalista Galego (BNG)                | 18,09 | 1466  | 3          | 7,45  | 621   | 1          | 16,24 | 1375  | 3          | 16,75 | 1616  | 3          | 8,03  | 808   | 1          |
| Xuntos por Viveiro (XV)                         | 12,72 | 1031  | 2          | 14,13 | 1178  | 2          | –     | –     | –          | –     | –     | –          | –     | –     | –          |
| Podemos-Esquerda Unida (EU)-Son                 | 2,46  | 200   | 0          | 5,41  | 451   | 1          | 6,41  | 543   | 1          | –     | –     | –          | 7,56  | 761   | 1          |
| [Independientes por Viveiro (iVi)               | –     | –     | –          | –     | –     | –          | –     | –     | –          | 14,23 | 1373  | 2          | –     | –     | –          |

## Evolución de la deuda viva municipal
El concepto de deuda viva contempla sólo las deudas con cajas y bancos relativas a créditos financieros, valores de renta fija y préstamos o créditos transferidos a terceros, excluyéndose, por tanto, la deuda comercial.
| Gráfica de evolución de la deuda viva del Ayuntamiento entre 2008 y 2023                         |
|                                                                                                  |
| Deuda viva del Ayuntamiento de Vivero, en miles de euros, según datos del Ministerio de Hacienda |